# Javabrug (Amsterdam)

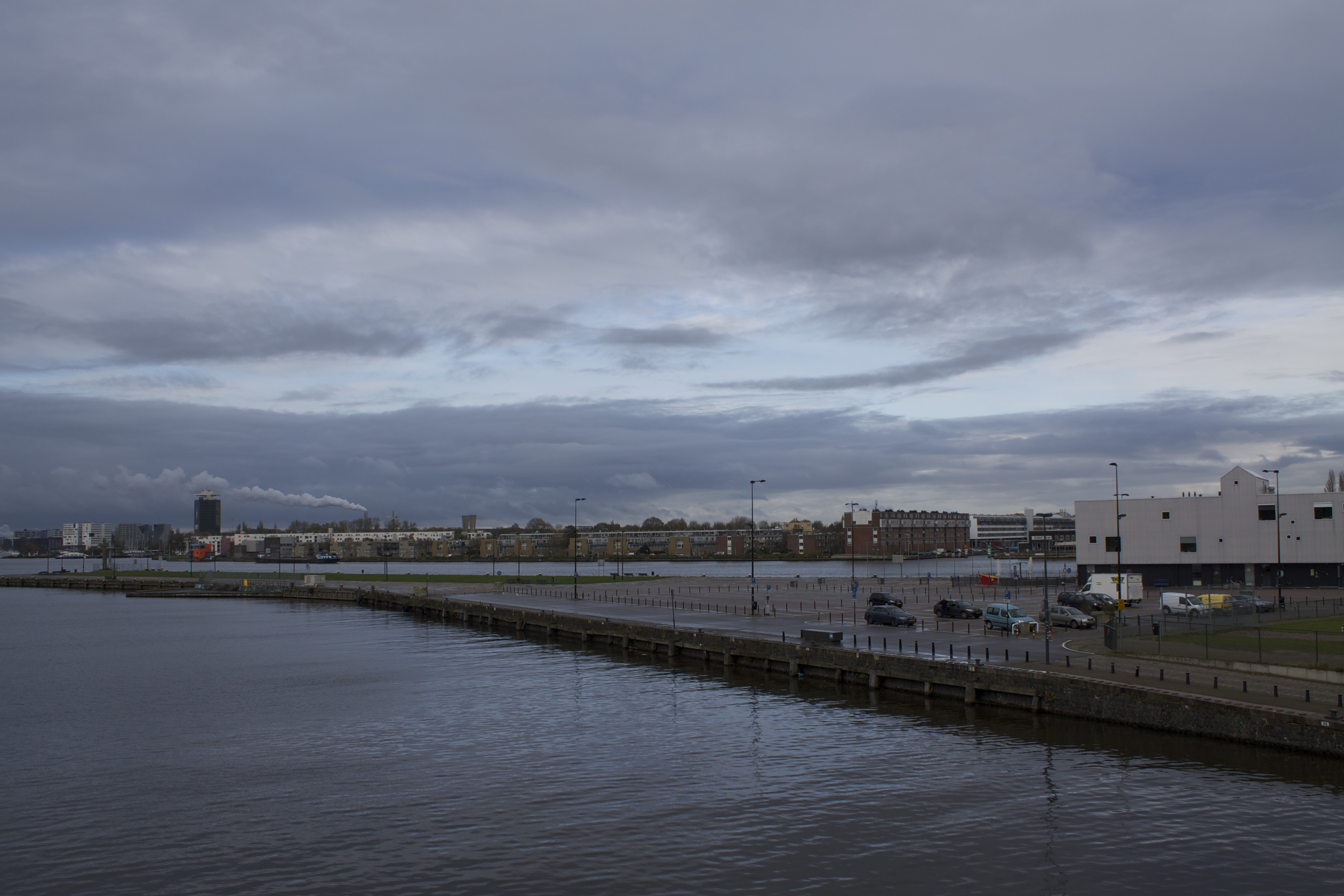
Kop Java-eiland, oorspronkelijke locatie van de toekomstige Javabrug.

De Javabrug was de werknaam van een geplande fiets- en voetgangersbrug over het IJ in Amsterdam. Het plan van de gemeente Amsterdam was om deze vanaf 2020 te laten bouwen tussen het Java-eiland en Amsterdam-Noord als een nieuwe verbinding over het IJ. De bouw werd in 2021 afgeblazen na verzet van verschillende organisaties en een onafhankelijke onderzoekscommissie. Het plan is nu om een brug te bouwen tussen het Azartplein en de Johan van Hasseltweg, de 'Oostbrug'.

## Procedure

### Besluit

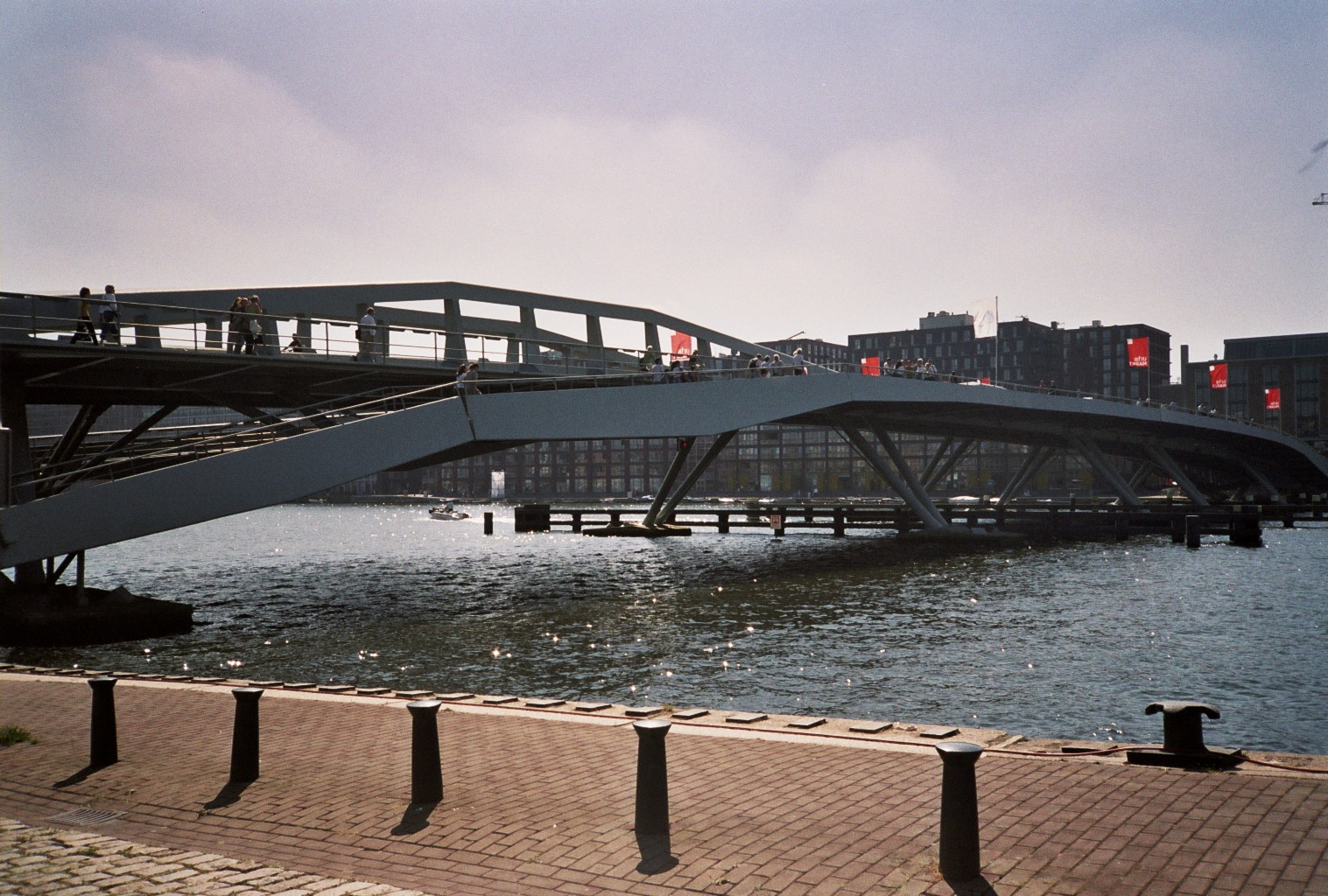
De nu al bestaande brug naar het Java-eiland: de Jan Schaeferbrug.

Op 10 januari 2017 besloot het Amsterdamse college van B&W om een brug aan te gaan leggen vanaf de kop van het Java-eiland naar Noord. Het Java-eiland is al verbonden met het centrum via de Jan Schaeferbrug. De 'Javabrug' zou dan ook de fietsroute over het IJ naar Noord voltooien. De nieuwe brug zou dan komen te liggen in het verlengde van de bestaande brug, of iets ten westen ervan. De brug zou, afhankelijk van de exacte plaatsing, uitkomen bij de Meeuwenlaan (via het Motorkanaal) óf de Hamerstraat.
In verband met de scheepvaart zou de brug een flinke hellingbaan moeten krijgen aangezien de brug op een hoogte van minimaal 9,35 meter, of wellicht zelfs 11 meter, boven het water moet komen om de binnenvaart met containerschepen door te kunnen laten. Ook zou de brug beweegbaar moeten zijn om hogere schepen met mast door te kunnen laten. Het IJ is een onderdeel van de Staande Mastroute. De brug zou naar verwachting maximaal driemaal per uur tien minuten opengaan, resulterend in 6 minuten tijdverlies per rit. Dit komt ongeveer overeen met de Schellingwouderbrug.
De bouw zou van start kunnen gaan na de 2020-editie van Sail Amsterdam en zou naar schatting 210 miljoen euro moeten gaan kosten. In 2030 zouden er dan dagelijks tussen de 22.000 en 30.000 fietsers gebruik van maken. Dit zou het een van de drukste fietsverbindingen van de stad maken, drukker dan bijvoorbeeld de Haarlemmerstraat waar dagelijks 20.000 fietsers rijden. Om de brug mogelijk te maken zou wel de Passenger Terminal verplaatst moeten worden naar de westkant van Amsterdam.
Op 15 juni 2017 besloot het Amsterdamse college de bouw door te laten gaan. Op 21 juli dat jaar ging vrijwel de voltallige gemeenteraad akkoord met het plan. Alleen het CDA stemde tegen, verwijzend naar de positievere maatschappelijke kosten-batenanalyse van een ondiepe tunnel.

### Verzet en tunnel-alternatief
De komst van de Javabrug is op verzet vanuit de rijksoverheid gestuit, die vindt dat er andere varianten moeten worden overwogen. Ook de provincie Noord-Holland heeft bezwaren geuit.
In een eerdere fase is als alternatief voor de brug een tunnel overwogen. Deze zou een positievere maatschappelijke kosten-batenanalyse hebben dan een brug. Daarnaast zou de scheepvaart geen hinder ondervinden van een tunnel en zouden fietsers niet hoeven te wachten voor een open brug. In andere steden zijn er verkeerstunnels waar (ook) fietsers en voetgangers gebruik van kunnen maken. Zo heeft Antwerpen sinds 1933 de Sint-Annatunnel, en Rotterdam sinds 1942 de Maastunnel. Het voorstel voor een tunnel is echter afgewezen vanwege zorgen van het college rond de sociale veiligheid.
Minister Schultz, Rijkswaterstaat, de provincie en het Havenbedrijf pleitten voor de bouw van een tunnel in plaats van een brug. Het besluit om toch een brug te bouwen moest worden goedgekeurd door de minister van Infrastructuur en Waterstaat, geadviseerd door Rijkswaterstaat.
Rijkswaterstaat, verantwoordelijk voor de vaarwegen, heeft zich sinds 2017 tegen de brug uitgesproken en heeft ook een eigen onderzoek verricht naar een tunnel waaruit veel voordelen bleken. Door technische middelen als verlichting zou het gevoel van sociale veiligheid ondersteund worden en een passage gecreëerd worden die gebruikers als prettig ervaren. In september 2018 heeft Rijkswaterstaat zich nogmaals uitgesproken tegen de brug en alle zes voorgestelde varianten afgewezen. De voorstellen zouden nautisch niet veilig zijn en niet voldoen aan geldende kaders en richtlijnen.

### Onafhankelijke commissie

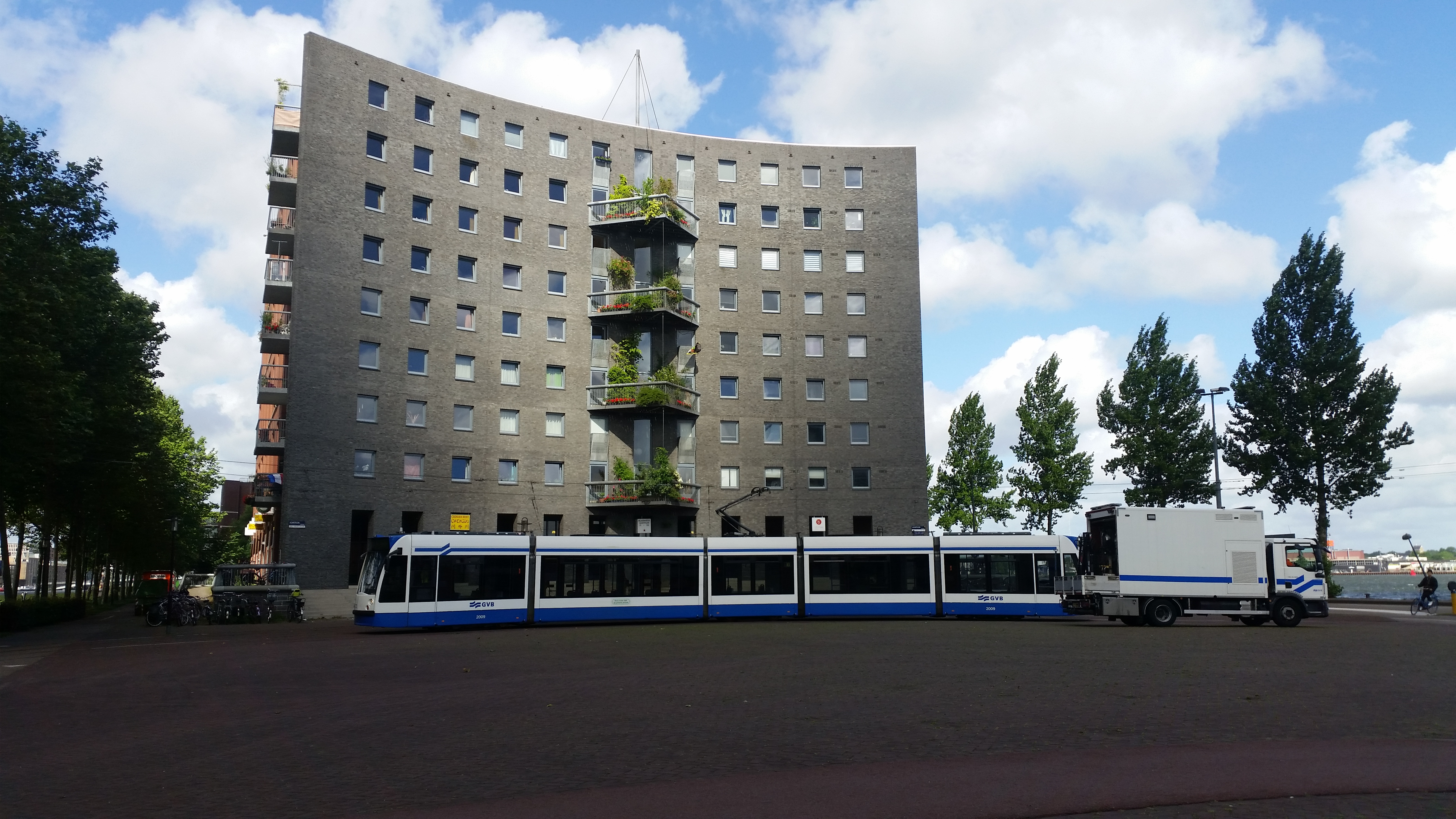
Azartplein, de potentiële nieuwe locatie voor de oeververbinding.

Vanwege het conflict tussen de gemeente Amsterdam (pro-brug) en andere organisaties (pro-tunnel) werd in juni 2019 de hulp ingeroepen van de Belgische hoogleraar Alexander D'Hooghe. Hij werd gevraagd om een adviescommissie te leiden die een jaar lang onderzoek ging doen naar de beste oplossing.

### Oostbrug
In december 2019 schreef de commissie een tussenrapportage waarin ze een negatief advies gaven voor een brug vanaf het Java-eiland.
Volgens de commissie was het een betere optie om een brug op een meer oostelijke plek te bouwen bij het Azartplein, de zogenaamde Oostbrug.

## Naam
De benaming van de brug was niet duidelijk, maar de werknaam van de verbinding vanaf het Java-eiland was Javabrug. De huidige Jan Schaeferbrug werd in een eerder stadium ook al zo genoemd. Vanwege de vermoedelijke realisatie van de brug bij het Azartplein is het onwaarschijnlijk dat deze naam gehanteerd zal blijven.